# Hugenholtz

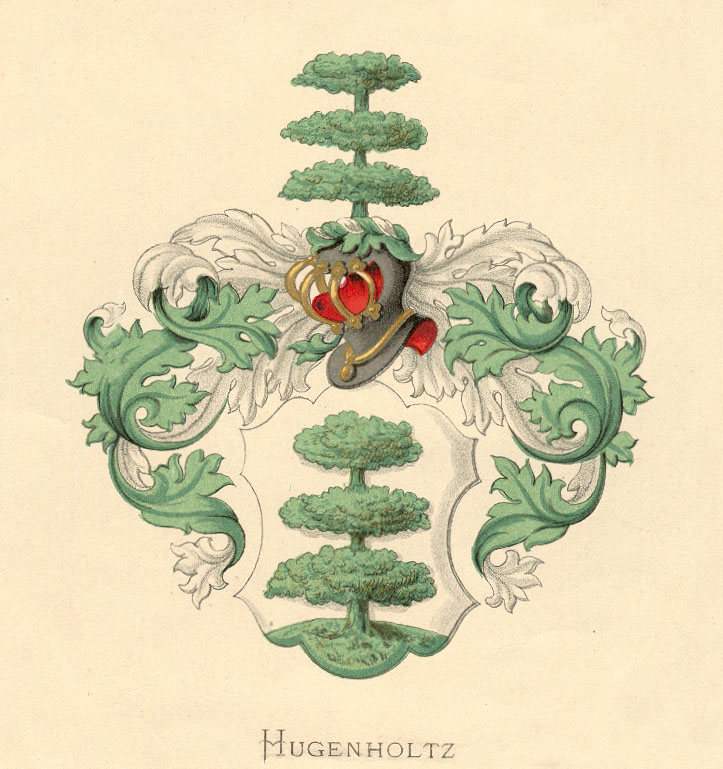
Het wapen van Hugenholtz

Hugenholtz (ook: Ter Bruggen Hugenholtz en De Haan Hugenholtz) is een Nederlands geslacht dat verschillende predikanten voortbracht.

## Geschiedenis
De stamreeks, van wie iedereen met de naam Hugenholtz afstamt,  begint met Petrus Bernardus Hugenholtz (1663-1736), praeceptor aan de Latijnse school te Wetter a/d Ruhr (graafschap Mark). Twee van zijn zoons, die hij omstreeks 1710 toestemming gaf theologie te gaan studeren, waren de eerste van een reeks familieleden die, in een periode van 250 jaar, onafgebroken predikanten zouden zijn in kerken van Nederland, Duitsland en de Verenigde Staten. In totaal zijn er 38 predikanten uit de familie voortgekomen. Ze waren over het algemeen orthodox of confessioneel maar enkelen zwaaiden door naar vrijzinnigheid. Een kleinzoon, Petrus Hermannus Hugenholtz (1728-1766), werd in 1753 predikant te Hellevoetsluis en werd stamvader van de tak waar onder andere de De Vrije Gemeente uit voortkwam. Een van zijn achterkleinzonen, ds. Henricus Stephanus Hugenholtz (1762-1842) werd in 1789 predikant te Genemuiden en de stamvader van de jongste Nederlandse tak. Veel nakomelingen zijn of waren actief op het gebied van gezondheidszorg, advocatuur en wetenschap.
In 1924 werd de familie opgenomen in het Nederland's Patriciaat.

## Bekende leden
- Isaäc Theodorus ter Bruggen Hugenholtz (1801-1871), lid van de Tweede Kamer en later van de Raad van State.
- Jan Albrecht Hendrik Hugenholtz (1826-1874) Gouverneur Commissaris Nederlandse Goudkust kolonie (Ghana) in 1871.
- Petrus Hermannus Hugenholtz jr. (1834-1911), vrijzinnig predikant en schrijver.
- Arina Hugenholtz (1848-1934), kunstschilderes
- Frederik Willem Nicolaas Hugenholtz (1868-1924), lid van de Tweede Kamer voor de SDAP.
- Johannes Bernardus Theodorus Hugenholtz (1859-1922) mede-oprichter van de Nederlandse Bond tot Bestrijding van de Vivisectie
- Han Hugenholtz (1888-1973),[3] predikant, pacifist en mede-oprichter Oxfam Novib.
- Hans Hugenholtz (1914-1995), autocoureur en ontwerper van autocircuits
- Charles James Courtney Hugenholtz (1915-1942), verzetsstrijder en Engelandvaarder, verdronken in de Middellandse Zee in 1942
- Frederik Willem Nicolaas Hugenholtz (1922-1999), mediëvist
- Hans Hugenholtz jr. (1950), autocoureur en voormalig bestuursvoorzitter Spyker Cars.
- Bernt Hugenholtz (1955), hoogleraar intellectueel eigendom en directeur van het Instituut voor Informatierecht (IViR)